# Ulrich Hennes
Ulrich Hennes (* 1962 in Siegen) ist ein deutscher römisch-katholischer Priester.

## Leben
Hennes studierte römisch-katholische Theologie und Philosophie. Von 1996 bis 2006 war er Diözesan-Jugendseelsorger im Erzbistum Köln. In dieser Funktion war er als Sekretär des XX. Weltjugendtags im Leitungsteam wesentlich für die Organisation des Weltjugendtags 2005 verantwortlich. Ab 2006 war er Pfarrer der Pfarrei St. Jacobus in Hilden und ab 2012 zugleich Kreisdechant des Kreisdekanats Mettmann. 2015 wurde er als Nachfolger von Rolf Steinhäuser Pfarrer der Lambertusgemeinde in Düsseldorf-Innenstadt und zugleich Stadtdechant im Stadtdekanat Düsseldorf. Nachdem Ermittlungen wegen eines Vorwurfs sexueller Belästigung aufgenommen worden waren, enthob der Kölner Erzbischof Rainer Maria Woelki ihn im März 2019 seiner Ämter, wogegen Hennes, nachdem die Ermittlungen wieder eingestellt worden waren, Widerspruch einlegte. Im September 2019 verzichtete Hennes freiwillig auf seine Ämter; im Gegenzug hob der Erzbischof das Verbot des öffentlichen priesterlichen Wirkens auf.
Seit September 2020 ist Ulrich Hennes leitender Pfarrer in der Seelsorge an vier Kölner Krankenhäusern in Trägerschaft des Cellitinnen-Ordens.